# 圣洛朗拉罗什
圣洛朗拉罗什（法語：Saint-Laurent-la-Roche，法語發音：[sɛ̃ loʁɑ̃ la ʁɔʃ]）是法国汝拉省的一个市镇，属于隆斯勒索涅区。2016年，圣洛朗拉罗什与邻近的3个市镇合并为新市镇拉沙约斯。

## 地理
圣洛朗拉罗什（46°36'1"N, 5°30'57"E）面积11.13 平方千米，位于法国勃艮第-弗朗什-孔泰大區汝拉省，该省份为法国东部内陆省份，北起上索恩省，西北接科多尔省，西临索恩-卢瓦尔省，南至安省，东与杜省和瑞士接壤。
与圣洛朗拉罗什接壤的市镇（或旧市镇、城区）包括：热吕日、拉沙约斯、欧日塞、博尔奈、瑟桑塞、热万热、格吕斯、罗塔利耶。
圣洛朗拉罗什的时区为UTC+01:00、UTC+02:00（夏令时）。

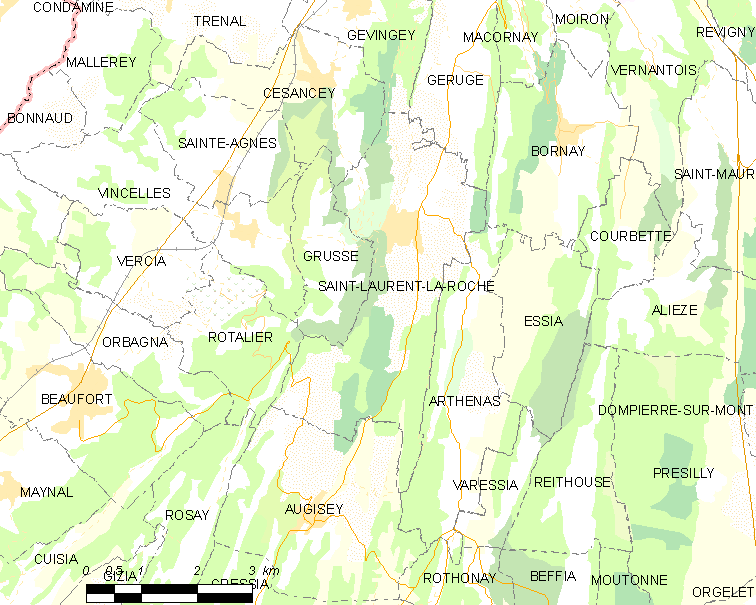
圣洛朗拉罗什的OSM定位图

## 行政
圣洛朗拉罗什的邮政编码为39570，INSEE市镇编码为39488。

## 政治
圣洛朗拉罗什所属的省级选区为圣阿穆尔县。

## 人口

1962-2008年间圣洛朗拉罗什人口变化图示

圣洛朗拉罗什于2018年1月1日时的人口数量为328人。